# 백규정
백규정(白圭貞, 1995년 10월 15일 ~ )은 대한민국의 골프 선수이다.

## 학력
- 2002 ~ 2008 고아초등학교
- 2008 ~ 2009 용운중학교
- 2009 ~ 2011 현일중학교
- 2011 ~ 2014 현일고등학교
- 2014 ~ 현재 연세대학교 체육교육학과

## 형제 관계
- 동생 : 백민규 (두산 베어스)

## 수상
- 2009년 제12회 경북협회장배 학생골프선수권대회 우승
- 2011년 제92회 전국체육대회 골프 여자일반부 개인전 은메달
- 2011년 제35회 강민구배 한국여자아마선수권대회 우승
- 2011년 6월 KLPGA 투어 롯데칸타타 여자 오픈 SBS투어 3위
- 2012년 세계아마추어 골프팀 선수권대회 여자 단체전 금메달
- 2013년 5월 8일 KLPGA 강산 1879 드림투어 2차전 우승 - 만 17세 205일
- 2013년 6월 23일 KLPGA 투어 기아자동차 제27회 한국여자오픈 3위
- 2013년 10월 8일 KLPGA 무안CC컵 드림투어 13차전 우승 - 만 17세 358일
- 2014년 4월 27일 KLPGA 넥센 세인트나인 마스터즈 우승 - 만 18세 194일
- 2014년 6월 9일 KLPGA 투어 롯데칸타타 여자 오픈 우승 - 만 18세 239일
- 2014년 10월 LPGA KEB 하나은행 챔피언쉽 우승